# Oodescelis polita
Oodescelis polita – gatunek chrząszcza z rodziny czarnuchowatych i podrodziny Tenebrioninae. Zamieszkuje środkową i wschodnią Europę, Zakaukazie, Syberię i Azję Środkową. Preferuje stanowiska o stepowym charakterze.

## Taksonomia
Gatunek ten opisany został po raz pierwszy w 1807 roku przez Jacoba Sturma pod nazwą Blaps polita. Później umieszczony został w rodzaju Platyscelis, a Wiktor Moczulski wyróżnił w jego obrębie w 1845 roku podrodzaj Oodescelis, wyniesiony później do rangi osobnego rodzaju. W 1940 roku omawiany takson wyznaczony został przez Zoltána Kaszaba gatunkiem typowym Oodescelis.

## Morfologia
Chrząszcz o owalnym w zarysie, silnie wysklepionym ciele długości od 6 do 11 mm. Ubarwienie ma czarne. Wierzch ciała jest nagi i błyszczący.
Głowa jest wyraźnie szersza niż dłuższa, choć węższa od przedplecza, gęsto  punktowana i pokryta drobną mikrorzeźbą ziarenkowatą, zaopatrzona w poprzeczne, w przeciętnym stopniu na przednich krawędziach występami policzków wykrojone oczy i nitkowate, sięgające poza tylną krawędź przedplecza czułki.
Przedplecze jest silniej niż u O. melas wysklepione, w zarysie trapezowate, najszersze na tylnej krawędzi, ku głowie łukowato zwężające się; wszystkie kąty ma wyraźnie zaznaczone. Powierzchnia jego jest gęsto punktowana i pokryta drobną mikrorzeźbą ziarenkowatą, ale błyszcząca. Pokrywy są owalne, silnie wysklepione, wzdłuż szwu zrośnięte, w tyle spadziste, gęsto punktowane i ziarenkowato mikrorzeźbione, o rzędach i międzyrzędach słabo zaznaczonych.
Odnóża przedniej i środkowej pary u samców mają człony stóp od pierwszego do czwartego mocno rozszerzone i porośnięte żółtymi szczecinkami, a u samic wąskie i porośnięte szczecinkami ciemnymi. W przeciwieństwie do O. melas przednie golenie samca są tylko słabo wykrzywione, na szczycie niezgrubiałe, tylko rozszerzone, na spodzie pozbawione listwy. Również w przeciwieństwie do tegoż gatunku przednie uda samicy są nierozszerzone, po wewnętrznej stronie słabo zaokrąglone, a odcinek krawędzi zewnętrznej między stawem kolanowym a zębem udowym mają wyraźnie wycięty.
Odwłok samca ma pierwszy i drugi spośród widocznych sternitów nagie lub zaopatrzone w kilka bezładnie rozmieszczonych włosków.

## Ekologia i występowanie
Owad rozmieszczony od nizin po rejony pagórkowate. Preferuje stanowiska nasłonecznione, zwłaszcza o stepowym charakterze. Zasiedla kserotermiczne zbocza, skraje lasów, miedze, pastwiska i przydroża. Bytuje pod kamieniami, opadłymi liśćmi, płatami mchów i porostów, w detrytusie i wśród korzeni traw. Zarówno larwy, jak i postacie dorosłe stanowią stadia zimujące.
Gatunek palearktyczny. Znany jest z Litwy, Polski, Austrii, Czech, Słowacji, Węgier, Ukrainy, Rumunii, Bułgarii, Słowenii, Chorwacji oraz europejskiej i syberyjskiej części Rosji, europejskiej i azjatyckiej części Kazachstanu, Gruzji i Azerbejdżanu. W Polsce odnotowany został na kilku stanowiskach w początku XX wieku, jednak jego występowanie w tym kraju bywa podawane w wątpliwość; na Czerwonej liście zwierząt ginących i zagrożonych w Polsce znalazł się jako gatunek zagrożony o niedostatecznie rozpoznanym statusie (DD). W Czechach podany został jednokrotnie na początkach XX wieku z Moraw i na „Czerwonej liście gatunków zagrożonych Republiki Czeskiej” umieszczony został ze statusem regionalnie wymarłego (RE).